# Стальканат
Приватне акціонерне товариство "Виробниче об'єднання «Стальканат-Сілур» — металургійне підприємство у м. Одеса. Засноване 1806.

## Історія
Земельна ділянка під мануфактуру відведена 10 серпня 1803, але дозвіл на підприємницьку діяльність засновники заводу отримали лише 1806 року. Місцезнаходження заводу — на розі Великої Арнаутської та Безіменної, яка пізніше на честь підприємства отримала сучасну назву — Канатна. Північноукраїнська сировина доставлялася по Дніпру до Одеси, де купці Новікови налагодили у себе на заводі виготовлення судового знаряддя, яке постачали на флоти Греції, Туреччини, Румунії, Болгарії та Імперії Романових.
Один із Новікових — Яків — став міським головою Одеси.
На початку ХХ століття освоєний випуск дротових канатів для пароплавів та шахт. Після окупації Одеси військами Леніна, першим директором заводу став слюсар з Інгерманландії Павло Русавський.
1975–1989 — завод об'єднали із Сталепрокатним заводом імені Ф. Дзержинського. Як сталедротово-канатне виробництво завод був найбільшим постачальником канатів та тросів у СРСР. Зокрема, на базі продукції заводу збудовано вантовий Північний міст у місті Київ.
Об'єднаний завод очолювали Іван Стрижаков (1975–1979) та Валентин Меркачов (1979–1990).
2010 року завод «Стальканат» було об'єднано із харцизьким заводом «Силур» у виробниче об'єднання «СТАЛЬКАНАТ-СИЛУР», тоді ж виникла сучасна назва.

## Виробничий профіль
На 2011 завод щомісяця виробляє 9 тисяч тонн продукції. З них — 2,5 тисячі тон сталеві канати. Також випускають дріт, канати з полімерних матеріалів, плетену сітку, сердечники проводів.
Продукція постачається до 30 країн світу.

## Персоналії
- Володимир Немировський — голова наглядової ради ПАТ ВО «Стальканат-Сілур»;
- Сергій Лавриненко, генеральний директор ПАТ ВО «Стальканат-Сілур».

## Акції компанії
На четвертий квартал 2021 року:
- Давида Немировського (Україна) — 50,0001%
- Антона Міхаленка (Ізраїль) - 23,7%
- Едері Лирона (Ізраїль) - 23,1%